# Cambuskenneth
Cambuskenneth est un village situé dans le Stirling, en Écosse.